# دانشگاه علوم پزشکی بقیةالله
دانشگاه علوم پزشکی بقیةالله دانشگاه علوم پزشکی وابسته به سپاه پاسداران انقلاب اسلامی در شهر تهران است، که در زمان فرماندهی محسن رضایی در سپاه پاسداران، توسط این نهاد تأسیس شد.

## تاریخچه
دانشگاه علوم پزشکی بقیةالله برای اولین بار فعالیت خود را در قالب دانشکده علوم‌پزشکی سپاه به عنوان یکی از دانشکده‌های دانشگاه امام‌حسین در سال ۱۳۶۴ شروع کرد و با گسترش فعالیت‌ها و نیاز به توسعه نظام سلامت نیروهای مسلح از سال ۱۳۷۱ مجوز پذیرش دانشجوی پزشکی را به دست آورد و نهایتاً در سال ۱۳۷۴ با تصویب تشکیل دانشگاه علوم پزشکی در شصت و ششمین جلسه شورای گسترش دانشگاه‌های علوم پزشکی به‌طور رسمی فعالیت خود را آغاز کرد.
روسای دانشگاه
1. احمد شجاعی (۱۳۷۴–۱۳۷۲)
2. سید مسعود خاتمی (۱۳۸۳–۱۳۷۴)
3. جعفر اصلانی (۱۳۹۵–۱۳۸۳)
4. علیرضا جلالی (۱۳۹۹-۱۳۹۵)
5. حسن ابوالقاسمی (۱۳۹۹ تاکنون)

## ساختار
ارکان دانشگاه شامل هیئت امنا، ریاست دانشگاه، معاونت‌ها و دانشکده‌ها و پژوهشگاه است.

## پذیرش
دانشجویان از طریق کنکور سراسری و پس از انجام گزینش داخلی دانشگاه مورد پذیرش قرار می‌گیرند (نیمه متمرکز). از سال ۱۳۷۱ تا ۱۳۷۹ تمام دانشجویان پزشکی در بدو ورود بورسیه تحصیلی سپاه شدند. از سال ۱۳۸۰ تا ۱۳۹۰ با توجه به تغییرات راهبردی در گزینش، دانشجویان به‌طور آزاد در دانشگاه پذیرش شدند و پس از پایان تحصیلات هیچ گونه تعهد خدمتی وجود نداشت اما از سال ۱۳۹۰ پذیرش دانشگاه دوباره به طریق بورسیه انجام می‌گیرد.

## دانشکده‌ها
این دانشگاه شامل ۵ دانشکده است. واحد بین‌الملل نیز از سال ۱۴۰۰ دانشجو می پذیرد.

### دانشکده پزشکی
دانشکده پزشکی بقیةالله از سال ۱۳۷۱ اقدام به پذیرش دانشجو در رشته پزشکی کرده‌است.

#### گروه‌های آموزشی
گروه‌های آموزشی به علوم پایه و بالینی تقسیم می‌شوند. گروه‌های علوم پایه شامل علوم تشریح، بیوشیمی، فیزیولوژی، انگل‌شناسی، ایمونولوژی و روانشناسی است. گروه‌های بالینی شامل، بیماری‌های داخلی، جراحی، بیهوشی، زنان و زایمان، کودکان، روان‌پزشکی، جراحی گوش و حلق و بینی، چشم‌پزشکی است.

#### دوره‌های دستیاری
دانشکده پزشکی در رشته‌های داخلی، جراحی عمومی، جراحی ارتوپدی، بیهوشی، طب فیزیکی، ارولوژی، قلب و عروق، و چشم‌پزشکی دستیار تخصصی می‌پذیرد.

#### دوره‌های فوق‌تخصصی
در دانشکده پزشکی دوره‌های فوق تخصص گوارش، نفرولوژی، جراحی قلب و ریه ارائه می‌شود.

### دانشکده دندانپزشکی
دانشکده دندانپزشکی بقیةالله، با تصویب شورای گسترش دانشگاههای علوم پزشکی، از اردیبهشت ۱۴۰۰ شروع بکار نمود و از بهمن ماه ۱۴۰۰ در رشته دندان پزشکی و به ویژه در مقطع تحصیلات تکمیلی دانشجو پذیرش خواهد نمود . مرکز آموزشی درمانی این دانشکده، بیمارستان تخصصی دندان پزشکی شهید شکری می باشد.

### دانشکده داروسازی
دانشکده داروسازی بقیةالله در سال ۱۳۹۳ به همت دکتر عبدالمجید چراغعلی و با هدف تربیت داروساز نظامی تاسیس شد. این دانشکده در سال 1394 از طریق کنکور سراسری اولین گروه دانشجویان خود را جذب کرد و در سال 1394 نیز داروخانه آموزشی خود را به نام داروخانه سوم خرداد در جنب محوطه دانشگاه در خیابان شیخ بهائی جنوبی در تهران راه اندازی کرد. در سال 1399 اولین دانشجوی دانشکده داروسازی که ورودی سال 1394 بود از پایان نامه خود دفاع کرد و رسما فارغ التحصیل شد. آقای دکتر چراغعلی تا سال 1400 مسئولیت این دانشکده را برعهده داشت و بعد از بازنشستگی ایشان ریاست این دانشکده به آقای دکتر پورحیدری واگذار گردید. 

### دانشکده پرستاری
دانشکده پرستاری بقیه الله به ریاست دکتر مرادیان و شامل رشته های پرستاری،هوشبری،اتاق عمل و تکنسین فوریت های پزشکی می باشد و البته تنها دانشکده پرستاری است که در مقطع کاردانی پرستاری هم دانشجو جذب می کند.

## پژوهش

### پژوهشگاه علوم پزشکی بقیةالله
پژوهشگاه علوم پزشکی بقیةالله، در تاریخ ۱۳۸۸/۲/۲۰ با حضور فرمانده کل سپاه پاسداران انقلاب اسلامی و وزیر بهداشت ایران افتتاح گردید. این پژوهشگاه دارای چهار پژوهشکده و ۱۶ مرکز تحقیقاتی است.

#### پژوهشکده طب رزمی و امداد و نجات
- مرکز تحقیقات گوارش و کبد
- مرکز تحقیقات نفرولوژی و اورولوژی
- مرکز تحقیقات تروما

#### پژوهشکده سبک زندگی
- مرکز تحقیقات طب و دینی
- مرکز تحقیقات مدیریت سلامت
- مرکز تحقیقات بهداشت و تغذیه
- مرکز تحقیقات فیزیولوژی ورزشی و آمادگی جسمانی
- مرکز تحقیقات علوم رفتاری

#### پژوهشکده سیستم بیولوژی
- مرکز تحقیقات آسیب‌های شیمیایی
- مرکز تحقیقات بیولوژی مولکولی
- مرکز تحقیقات ژنتیک انسانی

#### پژوهشکده نانو بیو تکنولوژی
- مرکز تحقیقات نانوبیوتکنولوژی
- مرکر تحقیقات بیوتکنولوژی کاربردی و محیط زیست
- مرکز تحقیقات کاربردهای درمانی توکسین‌های میکروبی
- مرکز تحقیقات کاربردی ویروس و واکسن

### مجلات علمی
- طب نظامی
- علوم رفتاری
- طب مسافرتی و سلامت جهانی
- مروری پزشکی
- گزارش بیوتکنولوژی کاربردی
- سیاستگذاری سلامت و سلامت پایدار
- هپات‌مان
- تروما
- نفروارولوژی
- پرستاری مراقبت‌های ویژه

## بیمارستان‌ها
- بیمارستان بقیةالله
- بیمارستان قلب جماران
- بیمارستان نجمیه
- مرکز تخصصی دندانپزشکی امام خمینی

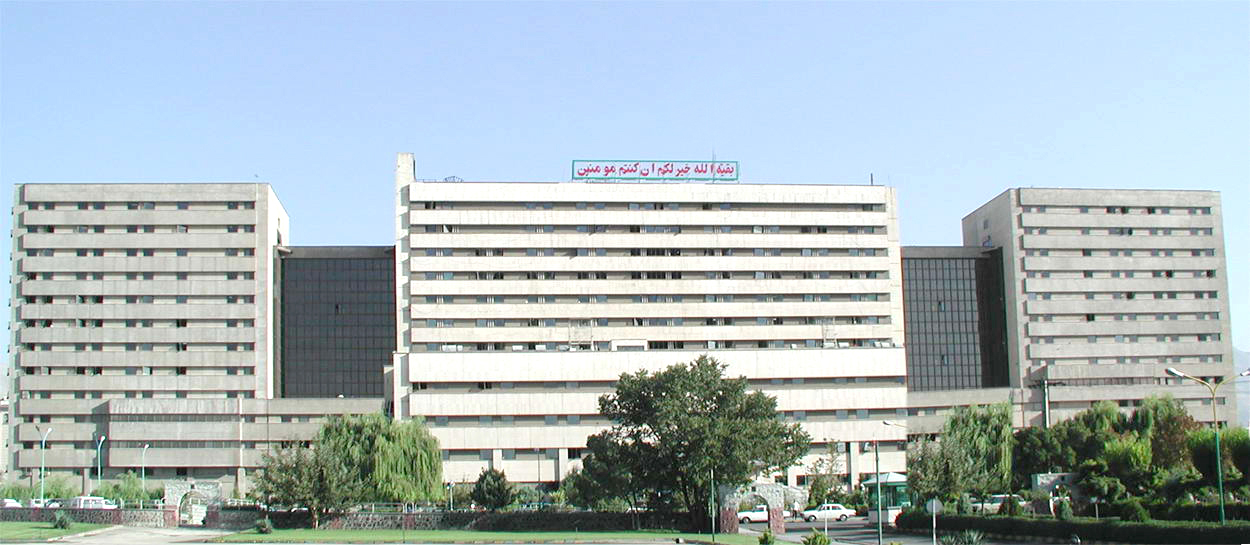
بیمارستان بقیةالله

- بیمارستان تخصصی دندانپزشکی شهید دکتر بهرام شکری